# 21. marts
21. marts er dag 80 i året i den gregorianske kalender (dag 81 i skudår). Der er 285 dage tilbage af året.
- 21. marts (nogle gange 20. marts) er jævndøgn (forårsjævndøgn på den nordlige halvkugle, og efterårsjævndøgn på den sydlige). I 2007 er det forårsjævndøgn 21. marts.

- Dagens navn er Benedictus. Den hellige Benedikt af Nursia, også kaldet Benedictus, oprettede det første af benediktinermunkenes klostre på Monte Cassino i 529.

- International dag for afskaffelse af raceforskelsbehandling.

- FNs Skovens Dag
- 21 marts er den dag man afholder Newroz, en kurdisk tradition.

### Begivenheder
Født - Dødsfald
- 1556 - Ærkebiskoppen af Canterbury Thomas Cranmer bliver brændt på bålet.
- 1684 - Giovanni Domenico Cassini opdager Saturn-månerne Tethys og Dione.
- 1788 - En brand i New Orleans lægger det meste af byen i ruiner.
- 1800 - Der indføres en lov i Danmark som gør strejker strafbare.
- 1801 - Slaget ved Alexandria, Egypten, mellem britiske og franske styrker.
- 1844 - Bahá'í-kalenderen starter. Dagen fejres årligt som nytår af medlemmer af Bahá'í-troen under betegnelsen Náw-Rúz.
- 1848 - Folketoget mod Christiansborg. Kong Frederik 7. lover en demokratisk forfatning.
- 1945 - RAF bomber Shellhuset i København i Operation Karthago. Ved et uheld bombes også Den Franske Skole på Frederiksberg, kvarteret omkring den samt en ejendom på Sønder Boulevard.
- 1960 - Sharpevillemassakren: I Sydafrika åbner politiet ild mod en gruppe ubevæbnede sorte demonstranter og dræber 69, mens 180 såres.
- 1963 - Det kendte fængsel, Alcatraz, beliggende på en ø i San Franciscobugten, lukkes.
- 1965 - Martin Luther King begynder borgerretsmarchen i Alabama.
- 1975 - Etiopien bliver en selvstændig republik.
- 1990 - Namibia, Afrikas sidste koloni, bliver selvstændig.
- 2013 - Dronning Margrethe og Prins Henrik indvier udstillingsakvariet Den Blå Planet.

### Født
- 1685 - Johann Sebastian Bach, tysk komponist (død 1750).
- 1794 - Poul Martin Møller, dansk digter og filosof (død 1838).
- 1806 - Benito Juárez, mexicansk præsident (død 1872).
- 1839 - Modest Mussorgskij, russisk komponist (død 1881).
- 1889 - Christian Bartholdy, dansk præst og formand for Indre Mission (død 1976).
- 1893 - Emil Bønnelycke, dansk forfatter og digter (død 1953).
- 1916 - Freddy Koch, dansk skuespiller, instruktør og teaterskolerektor (død 1980).
- 1918 - Patrick Joseph Lucey, amerikansk guvernør og ambassadør (død 2014).
- 1922 - Russ Meyer, amerikansk filminstruktør (død 2004).
- 1922 - Knud Østergaard, dansk folketingspolitiker og minister (død 1993).
- 1927 - Hans Dietrisch Genscher, tidligere tysk udenrigsminister (død 2016).
- 1935 - Brian Clough, engelsk fodboldspiller og -træner (død 2004).
- 1940 - Benny Holst, dansk musiker og komponist.
- 1942 - Ulla Dahlerup, dansk forfatter og journalist.
- 1944 - Flemming Kofod-Svendsen, dansk præst samt tidligere folketingspolitiker og minister.
- 1945 - Henrik Nordbrandt, dansk digter (død 2023).
- 1946 - Timothy Dalton, walisisk skuespiller.
- 1948 - Bjørn Uglebjerg, dansk trommeslager (død 1994).
- 1949 - Erwin Lauterbach, dansk kok.
- 1954 - Prayut Chan-o-cha, thailandsk politiker.
- 1957 - Karin Jagd, dansk skuespillerinde.
- 1957 - Øyvind Ougaard, dansk musiker og kapelmester.
- 1958 - Gary Oldman, engelsk skuespiller.
- 1960 - Ayrton Senna, brasiliansk racerkører og vinder af Formel 1 verdensmesterskabet i 1988, 1990 og 1991 (død 1994).
- 1961 - Lothar Matthäus, tysk fodboldspiller.
- 1962 - Matthew Broderick, amerikansk skuespiller.
- 1962 - Rosie O'Donnell, Amerikansk skuespillerinde.
- 1964 - Jesper Skibby, dansk tidligere cykelrytter.
- 1969 - Ali Daei, iransk fodboldspiller.
- 1974 - Søren Hansen, dansk golfspiller.
- 1979 - Silas Utke Graae Jørgensen, dansk trommeslager i Mew.
- 1979 - Fredrik Berglund, svensk fodboldspiller.
- 1980 - Ronaldinho, brasiliansk fodboldspiller.
- 1982 - Maria Elena Camerin, italiensk tennisspiller
- 1997 - Martina Stoessel, argentinsk teen-sanger og skuespiller.

### Dødsfald
- 1201 - Absalon, dansk ærkebiskop (født 1128).
- 1556 - Thomas Cranmer, engelske ærkebiskop (født 1489) - brændt på bålet for kætteri.
- 1801 - Andrea Luchesi, italiensk komponist (født 1741).
- 1852 - Dronning Marie Sophie Frederikke, dansk dronning (født 1767).
- 1929 - Otto Liebe, dansk jurist og statsminister (født 1860).
- 1936 - Aleksandr Glazunov, russisk komponist (født 1865).
- 1942 - Holger Reenberg, dansk skuespiller (født 1872).
- 1957 - Emanuel Gregers, dansk skuespiller, instruktør og teaterdirektør (født 1881).
- 1975 - Ingrid Langballe, dansk skuespiller (født 1900).
- 1985 - Michael Redgrave, engelsk skuespiller (født 1908).
- 2009 - Eugen Tajmer, dansk sanger og manager (født 1929).
- 2011 - Kjeld Tolstrup, dansk DJ og radiovært (født 1965).

|  | Denne datoartikel kan blive bedre, hvis der indsættes et (bedre) billede Du kan hjælpe ved at afsøge Wikimedia Commons for et passende billede eller uploade et godt billede til Wikimedia Commons iht. de tilladte licenser og indsætte det i artiklen. |